# Brandlhub (Dorfen)
Brandlhub ist ein Gemeindeteil der Stadt Dorfen im oberbayerischen Landkreis Erding. 

## Lage
Die Einöde Brandlhub liegt in der Luftlinie 5,5 Kilometer nordöstlich der Marktkirche von Dorfen und 4,5 Kilometer südwestlich von Buchbach.

## Gebäude

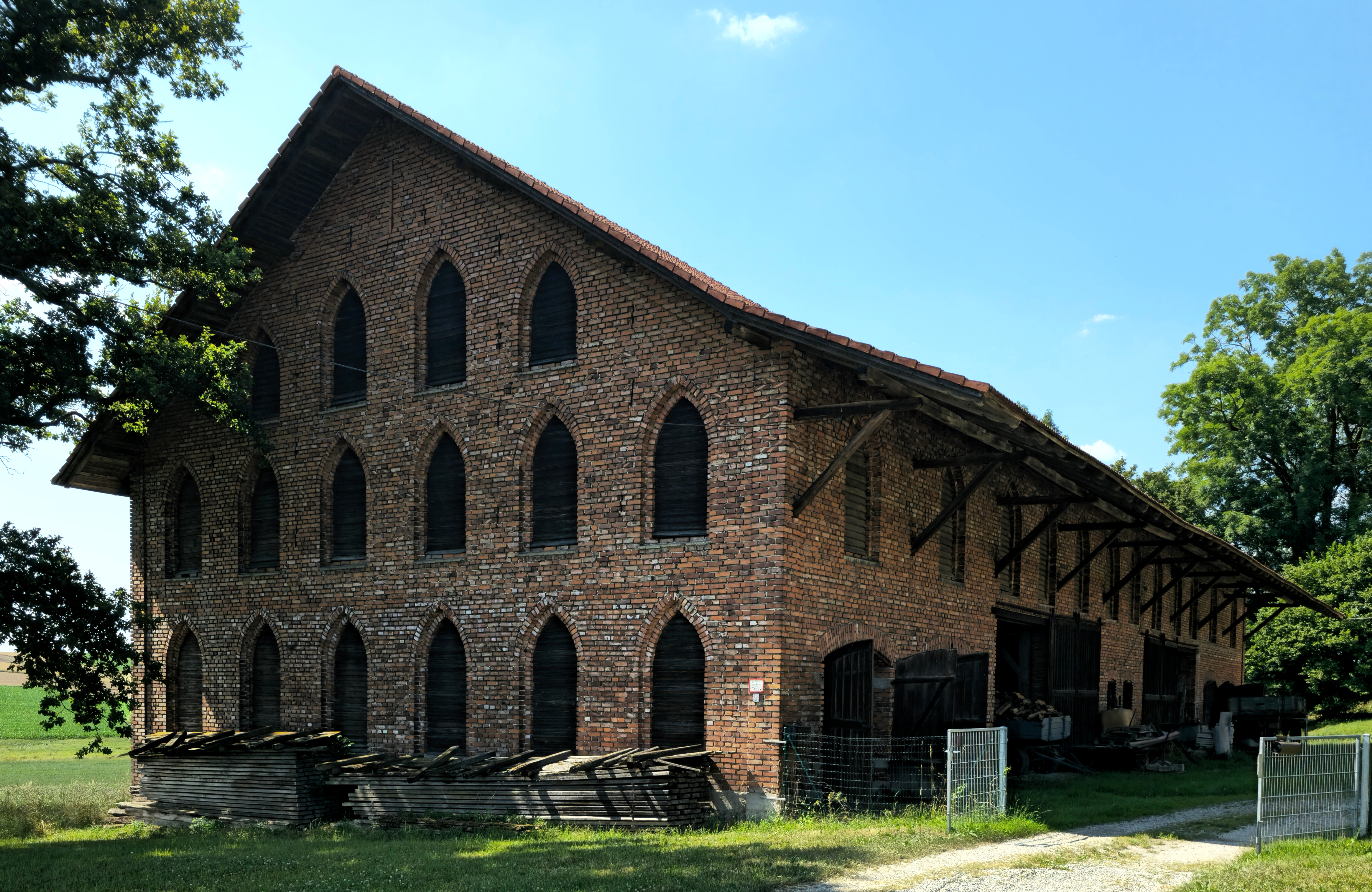
Brandlhub

Brandlhub

Die drei historischen Gebäude des Dreiseithofs Brandlhub 1 stehen unter Denkmalschutz und sind in die Liste der Baudenkmäler in Dorfen eingetragen: Das Wohnstallhaus ist ein zweigeschossiger Flachsatteldachbau mit reichem Traufbundwerk, das mit der Jahreszahl 1875 bezeichnet ist. Der Stallstadel ist ein zweigeschossiger Ziegelsteinbau mit Satteldach aus derselben Zeit. Die Stadel-Remise ist ein gleichzeitig errichteter zweigeschossiger Ziegelsteinbau mit vorkragendem Satteldach und Fassadengliederung.

## Bevölkerungsentwicklung
Um 1871 gab es in Brandlhub zehn Einwohner. Im Mai 1987 lebten dort fünf Einwohner in einem Wohngebäude.
| Jahr      | 1871 | 1925 | 1950 | 1970 | 1987 |
| Einwohner | 10   | 9    | 7    | 5    | 5    |